# Aura Carmen Răducu
Aura Carmen Răducu (ur. 9 marca 1956) – rumuńska urzędniczka państwowa, z wykształcenia inżynier chemik, w latach 2015–2016 minister ds. funduszy europejskich.

## Życiorys
W 1980 ukończyła studia na wydziale chemii przemysłowej Instytutu Politechnicznego w Bukareszcie, następnie do 1991 była inżynierem chemikiem w fabryce włókien szklanych FIROS. Od 1991 do 1999 zatrudniona w ministerstwie przemysłu i handlu w ramach dyrekcji generalnej ds. programów międzynarodowych, w 1999 kierowała ANDR (agencją rozwoju regionalnego). Pracowała w przedstawicielstwie KE w Rumunii (m.in. jako koordynatorka programu Phare), następnie była menedżerem programów i polityk w Dyrekcji Generalnej ds. Polityki Regionalnej (DG REGIO). Później była ekspertem ds. finansowania europejskiego i międzynarodowego w Europejskim Banku Odbudowy i Rozwoju, a także koordynatorką programów mobilności miejskiej w Bukareszcie i okręgu Ilfov.
17 października 2015 objęła stanowisko minister ds. funduszy europejskich w rządzie Daciana Cioloșa. Zrezygnowała z tej funkcji w kwietniu 2016 na prośbę premiera.